# Pallavolo Azzurra Alessano 2016-2017
Questa voce raccoglie le informazioni riguardanti la Pallavolo Azzurra Alessano nelle competizioni ufficiali della stagione 2016-2017.

## Stagione
La stagione 2016-17 è per la Pallavolo Azzurra Alessano, sponsorizzata dall'Aurispa, la terza consecutiva in Serie A2; come allenatore viene scelto Vincenzo Mastrangelo mentre la rosa è quasi del tutto confermata come Matej Černič, Cosimo Piscopo, Giuseppe Muccio, Mirko Torsello e Matteo Bisanti: tra i nuovi acquisti quelli di Luca Borgogno, Lucas Salim e Yusnaikel Sogo, quest'ultimo arrivato a stagione in corso, e tra le cessioni quelle di Davide Pellegrino, Adriano Lamb e Matteo Bolla.
Il campionato inizia con due sconfitte consecutive: la prima vittoria arriva alla terza giornata contro il Club Italia; dopo altri due insuccessi, la squadra di Alessano vince la prima gara in trasferta alla sesta giornata contro il Volley Lupi Santa Croce, per poi chiudere il girone di andata con due stop e un successo e l'ottavo posto in classifica, non valido per accedere alla Coppa Italia di categoria. Nel girone di ritorno il club pugliese ottiene nove sconfitte su nove gare disputate, chiudendo la regular season al nono posto nel proprio girone. Accede quindi alla pool salvezza: sia nel girone di andata che in quello di ritorno vince le prime tre e perde le ultime due, classificandosi al quinto posto. Nella serie finale dei play-out perde le tre partite disputate contro il Volley Potentino, retrocedendo in Serie B.

## Organigramma societario
Area direttiva
- Presidente: Massimo Venneri
- Vicepresidente: Antonio Stasi
- Consigliere: Paolo Casarano, Antonio De Carli, Antonio Rizzo
- Segreteria generale: Marcello Sansò
- Responsabile palasport: Vito Ciardo

Area organizzativa
- Team manager: Claudio Ciardo
- Direttore sportivo: Claudio Ciardo
- Responsabile settore giovanile: Gianluigi Ciardo, Valerio Melcarne
- Tesoriere: Pierandrea Piccinni

Area tecnica
- Allenatore: Vincenzo Mastrangelo
- Allenatore in seconda: Luca Bramato

Area comunicazione
- Addetto stampa: Claudio Ciardio, Luca Quaranta

Area sanitaria
- Medico: Mauro Alba
- Preparatore atletico: Mauro Negro
- Massofisioterapista: Paolo Cisternino
- Fisiatra: Maria Forcignanò
- Nutrizionista: Davide Mercaldi, Federica Montefusco

## Rosa
| N° | Nome            | Ruolo | Data di nascita   | Nazionalità sportiva |
| -- | --------------- | ----- | ----------------- | -------------------- |
| 1  | Giuseppe Muccio | C     | 18 marzo 1985     | Italia               |
| 2  | Luca Marzo      | S/O   | 15 gennaio 1994   | Italia               |
| 3  | Matej Černič    | S     | 13 settembre 1978 | Italia               |
| 4  | Lucas Salim     | P     | 17 settembre 1994 | Brasile              |
| 5  | Simone Bonante  | P     | 5 aprile 1992     | Italia               |
| 6  | Andrea Bulfon   | S     | 14 dicembre 1996  | Italia               |
| 8  | Mirko Torsello  | C     | 26 gennaio 1987   | Italia               |
| 9  | Simone Baldari  | S     | 13 febbraio 1998  | Italia               |
| 12 | Jani Jeliazkov  | S/O   | 15 settembre 1992 | Bulgaria             |
| 13 | Davide Russo    | L     | 9 febbraio 2001   | Italia               |
| 14 | Luca Borgogno   | S     | 27 aprile 1993    | Italia               |
| 15 | Yusnaikel Sogo  | S/O   | 29 aprile 1984    | Cuba                 |
| 17 | Matteo Bisanti  | L     | 19 gennaio 1989   | Italia               |
| 18 | Cosimo Piscopo  | C     | 18 luglio 1983    | Italia               |

## Mercato
| Acquisti | Acquisti       | Acquisti        | Acquisti   |
| R.       | Nome           | da              | Modalità   |
| -------- | -------------- | --------------- | ---------- |
| S        | Simone Baldari | Lube            | definitivo |
| P        | Simone Bonante | Tricolore       | definitivo |
| S        | Luca Borgogno  | Impavida Ortona | definitivo |
| S        | Andrea Bulfon  | Materdomini     | definitivo |
| P        | Lucas Salim    | Escola do Corpo | definitivo |
| S/O      | Yusnaikel Sogo | Memleket        | definitivo |

| Cessioni | Cessioni          | Cessioni            | Cessioni   |
| R.       | Nome              | a                   | Modalità   |
| -------- | ----------------- | ------------------- | ---------- |
| S        | Matteo Bolla      | Mondovì             | definitivo |
| S/O      | Jani Jeliazkov    | ?                   | definitivo |
| P        | Adriano Lamb      | Omonia              | definitivo |
| P        | Davide Pellegrino | Civita Castellana   | definitivo |
| P        | Lorenzo Piazza    | Rinascita Lagonegro | definitivo |

## Risultati

### Serie A2

#### Regular season

##### Girone di andata
| 1ª giornata - 9 ottobre 2016 Palazzetto dello Sport, Tricase      | Alessano            | 2 - 3 | Impavida Ortona | 25-22, 25-27, 25-21, 19-25, 13-15 |
| 2ª giornata - 16 ottobre 2016 PalaCivitanova, Civitanova Marche   | Potentino           | 3 - 2 | Alessano        | 21-25, 22-25, 25-22, 25-20, 15-12 |
| 3ª giornata - 23 ottobre 2016 Palazzetto dello Sport, Tricase     | Alessano            | 3 - 0 | Club Italia     | 25-19, 28-26, 25-10               |
| 4ª giornata - 30 ottobre 2016 PalaGrotte, Castellana Grotte       | New Mater           | 3 - 0 | Alessano        | 25-14, 25-18, 25-15               |
| 5ª giornata - 6 novembre 2016 Palazzetto dello Sport, Tricase     | Alessano            | 0 - 3 | Tuscania        | 22-25, 20-25, 19-25               |
| 6ª giornata - 13 novembre 2016 PalaParenti, Santa Croce sull'Arno | Lupi Santa Croce    | 0 - 3 | Alessano        | 18-25, 27-29, 22-25               |
| 7ª giornata - 19 novembre 2016 Palazzetto dello Sport, Tricase    | Alessano            | 2 - 3 | Aversa          | 23-25, 21-25, 25-17, 25-15, 16-18 |
| 8ª giornata - 27 novembre 2016 Palazzetto dello Sport, Tricase    | Alessano            | 3 - 2 | Emma Villas     | 25-23, 19-25, 20-25, 25-21, 15-13 |
| 9ª giornata - 4 dicembre 2016 PalaAlberti, Lauria                 | Rinascita Lagonegro | 3 - 0 | Alessano        | 25-22, 25-15, 25-19               |

##### Girone di ritorno
| 10ª giornata - 8 dicembre 2016 Palasport Comunale, Ortona       | Impavida Ortona | 3 - 2 | Alessano            | 21-25, 25-19, 25-23, 22-25, 15-12 |
| 11ª giornata - 11 dicembre 2016 Palazzetto dello Sport, Tricase | Alessano        | 2 - 3 | Potentino           | 20-25, 25-21, 22-25, 25-23, 12-15 |
| 12ª giornata - 17 dicembre 2016 Palazzetto dello Sport, Roma    | Club Italia     | 3 - 2 | Alessano            | 19-25, 25-22, 23-25, 25-22, 15-13 |
| 13ª giornata - 26 dicembre 2016 Palazzetto dello Sport, Tricase | Alessano        | 2 - 3 | New Mater           | 25-20, 22-25, 26-24, 21-25, 11-15 |
| 14ª giornata - 5 gennaio 2017 PalaMalè, Viterbo                 | Tuscania        | 3 - 1 | Alessano            | 25-21, 25-19, 19-25, 28-26        |
| 15ª giornata - 18 gennaio 2017 Palazzetto dello Sport, Tricase  | Alessano        | 1 - 3 | Lupi Santa Croce    | 25-21, 21-25, 19-25, 18-25        |
| 16ª giornata - 15 gennaio 2017 PalaJacazzi, Aversa              | Aversa          | 3 - 0 | Alessano            | 25-21, 25-19, 25-23               |
| 17ª giornata - 22 gennaio 2017 PalaEstra, Siena                 | Emma Villas     | 3 - 0 | Alessano            | 25-20, 28-26, 25-17               |
| 18ª giornata - 4 febbraio 2017 Palazzetto dello Sport, Tricase  | Alessano        | 2 - 3 | Rinascita Lagonegro | 16-25, 25-22, 24-26, 25-20, 12-15 |

#### Pool salvezza

##### Girone di andata
| 1ª giornata - 12 febbraio 2017 Palazzetto dello Sport, Tricase        | Alessano         | 3 - 0 | Castellana        | 25-21, 25-22, 25-23               |
| 2ª giornata - 19 febbraio 2017 PalaParini, Cantù                      | Libertas Brianza | 0 - 3 | Alessano          | 18-25, 19-25, 19-25               |
| 3ª giornata - 23 febbraio 2017 Palazzetto dello Sport, Tricase        | Alessano         | 3 - 0 | Atlantide Brescia | 25-23, 25-23, 27-25               |
| 4ª giornata - 26 febbraio 2017 Palasport Grottazzolina, Grottazzolina | M&G              | 3 - 2 | Alessano          | 19-25, 22-25, 25-18, 25-12, 15-13 |
| 5ª giornata - 5 marzo 2017 Palazzetto dello Sport, Tricase            | Alessano         | 2 - 3 | Materdomini       | 25-15, 20-25, 25-21, 25-27, 13-15 |

##### Girone di ritorno
| 6ª giornata - 10 marzo 2017 Palazzetto dello Sport, Brendola | Castellana        | 2 - 3 | Alessano         | 20-25, 25-17, 22-25, 25-19, 10-15 |
| 7ª giornata - 19 marzo 2017 Palazzetto dello Sport, Tricase  | Alessano          | 3 - 1 | Libertas Brianza | 23-25, 25-16, 25-18, 25-18        |
| 8ª giornata - 22 marzo 2017 PalaSanFilippo, Brescia          | Atlantide Brescia | 0 - 3 | Alessano         | 21-25, 18-25, 16-25               |
| 9ª giornata - 26 marzo 2017 Palazzetto dello Sport, Tricase  | Alessano          | 1 - 3 | M&G              | 20-25, 25-19, 17-25, 23-25        |
| 10ª giornata - 1º aprile 2017 PalaGrotte, Castellana Grotte  | Materdomini       | 3 - 0 | Alessano         | 25-14, 25-21, 25-17               |

#### Play-out
| Finale (gara 1) - 9 aprile 2017 Palazzetto dello Sport, Tricase    | Alessano  | 0 - 3 | Potentino | 23-25, 25-27, 22-25               |
| Finale (gara 2) - 16 aprile 2017 PalaCivitanova, Civitanova Marche | Potentino | 3 - 0 | Alessano  | 25-17, 26-24, 25-17               |
| Finale (gara 3) - 22 aprile 2017 Palazzetto dello Sport, Tricase   | Alessano  | 2 - 3 | Potentino | 25-23, 25-27, 19-25, 25-22, 11-15 |

## Statistiche

### Statistiche di squadra
| Competizione | Punti | In casa | In casa | In casa | In trasferta | In trasferta | In trasferta | Totale | Totale | Totale |
| Competizione | Punti | G       | V       | P       | G            | V            | P            | G      | V      | P      |
| ------------ | ----- | ------- | ------- | ------- | ------------ | ------------ | ------------ | ------ | ------ | ------ |
| Serie A2     | 28    | 16      | 5       | 11      | 15           | 4            | 11           | 31     | 9      | 22     |
| Totale       | -     | 16      | 5       | 11      | 15           | 4            | 11           | 31     | 9      | 22     |

G = partite giocate; V = partite vinte; P = partite perse

### Statistiche dei giocatori
| Giocatore    | Serie A2 | Serie A2 | Serie A2 | Serie A2 | Serie A2 | Totale | Totale | Totale | Totale | Totale |
| Giocatore    | P        | PT       | AV       | MV       | BV       | P      | PT     | AV     | MV     | BV     |
| ------------ | -------- | -------- | -------- | -------- | -------- | ------ | ------ | ------ | ------ | ------ |
| S. Baldari   | 17       | 29       | 26       | 2        | 1        | 17     | 29     | 26     | 2      | 1      |
| M. Bisanti   | 30       | 0        | 0        | 0        | 0        | 30     | 0      | 0      | 0      | 0      |
| S. Bonante   | 20       | 7        | 6        | 0        | 1        | 20     | 7      | 6      | 0      | 1      |
| L. Borgogno  | 30       | 337      | 298      | 29       | 10       | 30     | 337    | 298    | 29     | 10     |
| A. Bulfon    | 16       | 29       | 23       | 6        | 0        | 16     | 29     | 23     | 6      | 0      |
| M. Černič    | 29       | 389      | 334      | 19       | 36       | 29     | 389    | 334    | 19     | 36     |
| J. Jeliazkov | 8        | 127      | 114      | 4        | 9        | 8      | 127    | 114    | 4      | 9      |
| L. Marzo     | 17       | 31       | 26       | 5        | 0        | 17     | 31     | 26     | 5      | 0      |
| G. Muccio    | 28       | 138      | 88       | 41       | 9        | 28     | 138    | 88     | 41     | 9      |
| C. Piscopo   | 27       | 235      | 118      | 91       | 26       | 27     | 235    | 118    | 91     | 26     |
| D. Russo     | 20       | 0        | 0        | 0        | 0        | 20     | 0      | 0      | 0      | 0      |
| L. Salim     | 30       | 55       | 20       | 17       | 18       | 30     | 55     | 20     | 17     | 18     |
| Y. Sogo      | 23       | 414      | 366      | 29       | 19       | 23     | 414    | 366    | 29     | 19     |
| M. Torsello  | 20       | 81       | 48       | 23       | 10       | 20     | 81     | 48     | 23     | 10     |

P = presenze; PT = punti totali; AV = attacchi vincenti; MV = muri vincenti; BV = battute vincenti